# مبادرتي السعودية الخضراء والشرق الأوسط الأخضر
السعودية الخضراء والشرق الأوسط الأخضر هي مبادرة سعودية أعلن عنها ولي العهد السعودي الأمير محمد بن سلمان في 27 مارس 2021. وتهدف لرفع الغطاء النباتي، وتقليل انبعاثات الكربون، ومكافحة التلوث وتدهور الأراضي، والحفاظ على الحياة البرية.
في 19 مارس 2024، حدد مجلس الوزراء السعودي يوم السابع والعشرين (27) من شهر مارس من كل عام يوماً رسمياً لمبادرة السعودية الخضراء. ووفقاً لمعطيات المبادرة التي تعد نهجا استباقيا في معالجة تأثيرات التغير المناخي، تهدف السعودية إلى الالتزام بإعادة تأهيل 40 مليون هكتار من الأراضي وزراعة 10 مليارات شجرة في جميع أنحاء البلاد وتوليد 50% من الكهرباء من مصادر متجددة بحلول عام 2030.

## أهداف المبادرة
تلتزم مبادرة السعودية الخضراء ببناء مستقبل أخضر مستدام من خلال تنفيذ خطة تركز على ثلاثة محاور رئيسية: خفض الانبعاثات الكربونية بشكل كبير، وزيادة الرقعة الخضراء من خلال التشجير واستصلاح الأراضي، والحفاظ على التنوع البيولوجي عبر حماية المناطق البرية والبحرية. ومنذ انطلاقها، حققت المبادرة إنجازات ملموسة من خلال تنفيذ أكثر من 80 مشروعًا بيئيًا."

## وصف المبادرة
تتضمن المبادرة عدداً من المبادرات من أبرزها زراعة 10 مليارات شجرة داخل المملكة العربية السعودية خلال العقود القادمة، ما يعادل إعادة تأهيل حوالي 40 مليون هكتار من الأراضي المتدهورة، ما يعني زيادة في المساحة المغطاة بالأشجار الحالية إلى 12 ضعف، تمثل مساهمة المملكة بأكثر من 4% في تحقيق مستهدفات المبادرة العالمية للحد من تدهور الأراضي والموائل الفطرية، و1% من المستهدف العالمي لزراعة تريليون شجرة. ومنذ اطلاق مبادرة السعودية الخضراء وحتى العام 2023 نجحت السعودية في زراعة 43.9 مليون شجرة، واستصلاح 94 ألف هكتار من الأراضي المتدهورة في أنحاء المملكة.
في 11 أغسطس 2022، أعلن عن 24 مبادرة تساهم بشكل مباشر في هدف زراعة 10 مليارات شجرة في جميع أنحاء المملكة العربية السعودية، وهي:
- 2023:
  - دراسة على زراعة 10 مليارات شجرة.
  - المشروع التجريبي لزراعة أشجار المانجروف في ميناء جدة الإسلامي.
  - مشروع لاستعادة البيئة بمحمية شرعان الطبيعية.
  - تشجير المساجد.
- 2025:
  - زراعة 45 مليون شجرة في المدرجات الجبلية.
  - زراعة 4 ملايين شجرة ليمون وريّها بمياه الصرف الصحي المعالجة بما يحقق المساهمة في تحقيق الاكتفاء الذاتي من الفاكهة بنسبة 45٪ وتحسين تصنيف المملكة في مؤشر الأمن الغذائي العالمي GFSI.
  - إنشاء حديقة الملك سلمان، أحد أكبر مشاريع حدائق المُدن وأكثرها طموحاً في العالم.
- 2027
  - مبادرة تشجير المسار الرياضي، بزراعة أكثر من 150 ألف شجرة في الرياض، وزيادة المساحة الإجمالية للحدائق والمساحات الخضراء بمقدار 4,5 مليون متر مربع
  - مبادرة سابك للتشجير، لزراعة 5 مليون شجرة في ثلاث منتزهات وطنية (منتزه سعد الوطني، ومنتزه الزلفي الوطني، ومنتزه السويدرة الوطني).
- 2030:
  - استكمال مشروع الرياض الخضراء.
  - زراعة 100 مليون شجرة مانجروف، لتعويض انبعاث 96 مليون طن من غاز ثاني أكسيد الكربون، للحفاظ على استقرار النظم البيئة الساحلية ومنع التآكل.
  - زراعة 100 مليون شجرة محلية، لتعويض 45 مليون طن تقريباً من انبعاثات ثاني أكسيد الكربون ومكافحة التصحر وتوفير موائل وملاذ للعديد من أنواع الطيور المقيمة والمهاجرة
  - الحفاظ على الغطاء النباتي وإعادة تأهيله في المراعي، المرحلة الأولى.
  - زراعة مليوني شجرة على جوانب الطرق السريعة وحول المؤسسات.
  - المساهمة في حملة “لنجعلها خضراء”.
  - تطوير الغطاء النباتي والحياة الفطرية والبنية التحتية لـ 50 منتزهاً وطنياً.
  - الإدارة والتنمية المستدامة للغابات، بزراعة 60 مليون شجرة وإعادة تأهيل 348 ألف هكتار من أراضي الغابات، مما سيقلل 24 مليون طن من انبعاثات الكربون.
  - زيادة الغطاء النباتي على الطرق السريعة بزراعة 30 مليون شجرة على طول 16 ألف كم للطرق السريعة للحد من أثر انبعاثات ثاني أكسيد الكربون التي تصدرها المركبات، منافع بعائد يقدر بـ 845 مليون ريال سعودي بحلول عام 2030.
  - مبادرة التشجير التابعة للمؤسسة العامة لتحلية المياه المالحة.
  - زراعة 7 ملايين شجرة برية في المحميات الملكية، لتقليل انبعاثات الكربون بمقدار 2.8 طن متري، مما يساعد على مكافحة التصحر، واستعادة التنوع البيولوجي، وتحسين جودة الحياة.
  - مشاركة القطاع الخاص في تنمية الغطاء النباتي ومكافحة التصحر.
  - مشاركة القطاع الحكومي في تنمية الغطاء النباتي ومكافحة التصحر.
- 2031: زيادة مساحة الغابات في منطقة السودة، بزراعة مليون شجرة لخفض أكثر من 25 ألف طن من انبعاثات ثاني أكسيد الكربون بحلول عام 2031
- 2036: “قبلة خضراء”، لزراعة 15 مليون شجرة في مكة المكرمة من خلال برامج مشاركة المجتمع وتوظيف التقنية.[8]

## خطة العمل
ستعمل المبادرة على رفع نسبة المناطق المحمية إلى أكثر من 30% من مساحة أراضيها التي تقدر بـ (600) ألف كيلومتر مربع، لتتجاوز المستهدف العالمي الحالي بحماية 17% من أراضي كل دولة، إضافة إلى عدد من المبادرات لحماية البيئة البحرية والساحلية.
كما ستعمل على تقليل الانبعاثات الكربونية بأكثر من 4% من المساهمات العالمية، وذلك من خلال مشاريع الطاقة المتجددة التي ستوفر 50% من إنتاج الكهرباء داخل المملكة بحلول عام 2030م، ومشاريع في مجال التقنيات الهيدروكربونية النظيفة التي ستمحو أكثر من 130 مليون طن من الانبعاثات الكربونية، إضافة إلى رفع نسبة تحويل النفايات عن المرادم إلى 94%.

## المنتدى السنوي
في 23 أكتوبر 2021 أطلق ولي العهد السعودي رئيس اللجنة العليا للسعودية الخضراء الأمير محمد بن سلمان النسخة الأولى للمنتدى السنوي لمبادرة السعودية الخضراء في الرياض، الذي يعنى بإطلاق المبادرات البيئية الجديدة للمملكة، ومتابعة أثر المبادرات التي أُعلِن عنها سابقاً، بما يحقق مستهدفات مبادرة السعودية الخضراء. وأَعلَن عن إطلاق الحزمة الأولى من المبادرات النوعية في المملكة لتكون خارطة طريق لحماية البيئة ومواجهة تحديات التغير المناخي، وتمثل هذه المبادرات استثمارات بقيمة تزيد على (700) مليار ريال، مما يساهم في تنمية الاقتصاد الأخضر، وخلق فرص عمل نوعية، وتوفير فرص استثمارية ضخمة للقطاع الخاص، وفق رؤية المملكة 2030.
وأكد الأمير محمد بدء المرحلة الأولى من مبادرات التشجير بزراعة أكثر من (450) مليون شجرة، وإعادة تأهيل (8) ملايين هكتار من الأراضي المتدهورة، وتخصيص أراض محمية جديدة، ليصبح إجمالي المناطق المحمية في المملكة أكثر من (20%) من إجمالي مساحتها.
في 4 ديسمبر 2023 عقدت النسخة الثالثة من منتدى مبادرة السعودية الخضراء الذي أقيم تحت شعار «من الطموح إلى العمل». وخلال افتتاح منتدى "مبادرة السعودية الخضراء" النسخة الثالثة أعلن وزير الطاقة السعودي الأمير عبدالعزيز بن سلمان أن هناك مشروعات بقدرات تتجاوز 8 غيغاواط قيد الإنشاء في السعودية، ومشروعات بحوالي 13 غيغا واط بلغت مراحل مختلفة من التطوير، وأن المملكة تعتزم طرح مناقصة جديدة لإنشاء 4 محطات طاقة عالية الكفاءة تعمل بالغاز بقدرة إنتاجية تبلغ 7 غيغاواط، وذلك ضمن مجموعة من المبادرات والسياسات التي تنفذها في إطار "مبادرة السعودية الخضراء" التي أُطلقت عام 2021.وأضاف أن المملكة العربية السعودية تخطط لطرح مشروعات طاقة متجددة بقدرة 20 غيغا واط في 2024، وذلك بعدما ضاعفت إنتاجها من الطاقة المتجددة أربع مرات من 700 ميغاواط إلى 2.8 غيغا واط حتى الآن.
في 3 ديسمبر 2024، افتتح الأمير عبدالعزيز بن سلمان بن عبدالعزيز وزير الطاقة، اعمال النسخة الرابعة من منتدى مبادرة السعودية الخضراء تحت شعار "بطبيعتنا نبادر"، تزامنا مع الدورة السادسة عشرة لمؤتمر الأطراف في اتفاقية الأمم المتحدة لمكافحة التصحر (COP16) التي تستضيفها الرياض تحت شعار "أرضنا، مستقبلنا".